# Et folkesagn
Et folkesang (Deens voor een Volksverhaal) is een gezamenlijke compositie van Niels Gade en Johan Peter Emilius Hartmann. Het is muziek gecomponeerd ter begeleiding van het gelijknamige ballet van August Bournonville. Het is een ballet in drie akten. Gade schreef muziek bij de akten I (voltooid november 1853) en III (februari 1854), Hartmann voltooide de muziek bij akte II op 9 februari van dat jaar. Het ballet was destijds een groot succes en is sindsdien meer dan 500 keer uitgevoerd.